# CryoSat
CryoSat è un satellite dell'Agenzia Spaziale Europea che è stato lanciato l'8 ottobre 2005. Il lancio, effettuato con un vettore russo, è però fallito.
Data l'importanza della missione l'ESA ha in tempi brevi approvato il CryoSat-2 che è stato lanciato con successo l'8 aprile 2010.

## Descrizione
Cryosat-2 (e naturalmente anche il gemello Cryosat andato perduto) è utilizzato per monitorare i cambiamenti alla criosfera terrestre.
Lo strumento principale di CryoSat è il SIRAL (SAR/Interferometric Radar Altimeter).

SIRAL è in grado di operare in una delle tre modalità possibili a seconda della sua posizione rispetto alla superficie terrestre:
- sull'oceano CryoSat funziona come un normale radar altimetrico;
- vicino alla costa trasmette degli echi combinati per poter individuare anche i ghiacci più piccoli in mare;
- sorvolando le superfici ghiacciate entra in funzione la modalità più avanzata del satellite. In questa modalità oltre ad utilizzare gli echi combinati utilizza una seconda antenna interferometrica per determinare le minime variazioni dei segnali di ritorno, questo per consentire al satellite misurazioni con precisione del centimetro.

Per determinare con precisione la sua posizione ed altitudine CryoSat include un ricevitore DORIS (Doppler Orbit and Radio Positioning Integration by Satellite), che riceve e calcola lo spostamento Doppler di segnali radio trasmessi da oltre 50 trasmettitori posti attorno al globo, uno specchio riflettente per laser e un sistema di posizionamento basato su 3 cosiddetti 'star-tracker'.